# Laides
Laides és un gènere de peixos pertanyent a la família dels esquilbèids que es troba a Àsia.

## Taxonomia
- Laides hexanema (Bleeker, 1852)[3]
- Laides longibarbis (Fowler, 1934)[4][5][6][7][8][9][10][11]